# Pila partido
Pila egy partido Argentína középpontjától keletre, Buenos Aires tartományban. Székhelye Pila.

## Népesség
A partido népessége a közelmúltban a következőképpen változott:
| Év   | Lakosság |
| ---- | -------- |
| 2001 | 3298     |
| 2010 | 3640     |